# Brian Spencer
Brian Roy Spencer, dit Spinner, né le 3 septembre 1949 à Fort St. James en Colombie-Britannique au Canada et mort le 3 juin 1988 à Riviera Beach en Floride aux États-Unis, est un joueur de hockey sur glace. 

## Biographie

### Carrière de joueur
Il évolue dans la Ligue nationale de hockey au poste d'ailier gauche pour les Maple Leafs de Toronto de 1970 à 1972, les Islanders de New York de 1972 à 1974, les Sabres de Buffalo de 1974 à 1977 et les Penguins de Pittsburgh de 1977 à 1979.
En 553 matchs joués dans la Ligue nationale de hockey (LNH), Spencer marque 80 buts et récolte 143 aides pour 223 points. Choisi au repêchage d'expansion en juin 1972, il fait partie de l'édition originale des Islanders de New York lors de leur première saison dans la LNH en 1972-1973. Il fait partie de l'équipe des Sabres de Buffalo qui atteint la finale de la Coupe Stanley en 1975.

### Vie personnelle
La vie personnelle de Brian Spencer est mouvementée. Son père Roy Spencer est abattu par la Gendarmerie royale du Canada le 12 décembre 1970, alors qu'à Toronto Brian joue pour la première fois dans un match télédiffusé à Hockey Night in Canada. Enragé de voir la CBC diffuser dans l'ouest canadien un match des Canucks de Vancouver contre les Golden Seals de la Californie plutôt que le match des Maple Leafs dans lequel son fils joue et accorde un entretien télévisé entre deux périodes, Roy Spencer, 59 ans, attaque une station de télévision locale de la CBC, CKPG-TV, à Prince George où, armé, il demande sans succès que le match des Leafs soit diffusé. Il est tué après avoir ouvert le feu sur les agents de la GRC dépêchés sur les lieux. 
Après sa carrière sportive, Brian Spencer s'établit à West Palm Beach en Floride. Marié à une escorte, il est accusé du meurtre de Michael Dalfo, un client de son épouse, qui avait indiqué craindre être suivie. Le meurtre survient le 4 février 1982. Arrêté le 18 janvier 1987, Spencer risque la peine de mort s'il est reconnu coupable. Le 16 octobre 1987, après n'avoir délibéré qu'une heure, un jury l'acquitte des accusations de meurtre au premier degré.
À 38 ans, Brian Spencer est tué par balles le 3 juin 1988 à Riviera Beach en Floride, victime d'un vol à main armée qui suit, selon la police, un achat de cocaïne par Spencer et un ami. 
En 1989, une biographie de Brian Spencer intitulée Gross Misconduct: The Life of Brian Spencer est publiée par Martin O'Malley. Un téléfilm portant le même nom est réalisé par Atom Egoyan et diffusé en 1993.